# 麥金尼斯峰 (奧次地)
69°34′S 159°21′E / 69.567°S 159.350°E
麥金尼斯峰（英語：McKinnis Peak）是南極洲的山峰，位於奧次地，處於霍拉迪冰原島峰東南面4公里，屬於威爾遜山的一部分，海拔高度510米，美國地質調查局根據測量和美國海軍拍攝的空中照片繪入地圖，現時由南極條約體系管理。